# Arthur Ceuleers
Arthur Albert Ceuleers (ur. 28 lutego 1916 w Antwerpii, zm. 5 sierpnia 1998) – belgijski piłkarz grający na pozycji napastnika. W swojej karierze rozegrał 4 mecze w reprezentacji Belgii i strzelił w nich 2 gole.

## Kariera klubowa
Swoją karierę piłkarską Ceuleers rozpoczął w klubie Beerschot Antwerpia. W 1933 roku zadebiutował w jego barwach w rozgrywkach pierwszej ligi belgijskiej. Występował w nim do końca sezonu 1943/1944. W sezonach 1937/1938 i 1938/1939 wywalczył z nim dwa mistrzostwa Belgii. W latach 1948–1951 grał w Racing Club de Bruxelles, w którym zakończył karierę.

## Kariera reprezentacyjna
W reprezentacji Belgii Ceuleers zadebiutował 21 lutego 1931 w wygranym 3:1 towarzyskim meczu z Francją, rozegranym w Brukseli. W debiucie zdobył gola. W 1938 roku został powołany do kadry na mistrzostwa świata we Francji. Na nich był rezerwowym i nie wystąpił w żadnym meczu. Od 1937 do 1938 roku rozegrał w kadrze narodowej 4 mecze i zdobył 2 bramki.